# ناحية مركز الصنمين
ناحية مركز الصنمين إحدى نواحي سوريا تتبع إداريّاً لمحافظة درعا منطقة الصنمين ومركزها مدينة الصنمين، بلغ تعداد سكان الناحية 113,316 نسمة حسب التعداد السكاني لعام 2004.

## مدن وبلدات وقرى ناحية مركز الصنمين
أنخل، الصنمين، برقة، بصير، إيب، الحارة، جديا، الجسري، كفر شمس، خبب، كريم الشمالي، القنية، قيطة، سملين، تبنة، كريم الجنوبي، زمرين.